# Lista de espécies do gênero Vanilla

## A
- Vanilla abundiflora (Bornéu).
- Vanilla acuminata (Gabão).
- Vanilla acuta (Norte da America do Sul)..
- Vanilla africana (Oeste e Centro-Oeste da África Tropical).
- Vanilla albida (de Taiwan, Indo-China à Malásia).
- Vanilla andamanica (Ilhas Andaman).
- Vanilla angustipetala (Brasil - São Paulo).
- Vanilla annamica (Centro-Sul da China ao Vietnam).
- Vanilla aphylla (de Assam à Java).
- Vanilla appendiculata (Guiana).

## B
- Vanilla bahiana (Brasil - Bahia).
- Vanilla bakeri (Cuba)..
- Vanilla bampsiana (Zaire Central).
- Vanilla barbellata (Sul da Florida ao Caribe).
- Vanilla barrereana (Guiana Francesa).
- Vanilla bertoniensis (Paraguai).
- Vanilla bicolor (do Caribe ao Norte e Oeste da América do Sul).
- Vanilla borneensis (Bornéu).
- Vanilla bradei (Brasil - São Paulo).

## C
- Vanilla calopogon (Filipinas - Luzon).
- Vanilla calyculata (Colômbia).
- Vanilla carinata (Brasil).
- Vanilla chalottii (Gabão).
- Vanilla chamissonis (da Guiana Francesa ao Nordeste da Argentina).
- Vanilla claviculata (Caribe).
- Vanilla columbiana (Colômbia).
- Vanilla correllii (Bahamas).
- Vanilla coursii (Madagascar).
- Vanilla cristagalli (Norte do Brasil).
- Vanilla cristatocallosa (da Guiana ao Norte do Brasil).
- Vanilla cucullata (Camarões).

## D
- Vanilla decaryana (Sudoeste do Madagascar).
- Vanilla denticulata (Brasil).
- Vanilla diabolica (Indonésia - Sulawesi).
- Vanilla dietschiana  (Brasil).
- Vanilla dilloniana (do Sul da Flórida ao Caribe).
- Vanilla dubia (Brasil - Minas Gerais).
- Vanilla dungsii (Brasil).

## E
- Vanilla edwallii (do Brasil à Argentina) .

## F
- Vanilla fimbriata (Guiana).
- Vanilla francoisii (Nordeste de Madagascar).

## G
- Vanilla gardneri (Brasil).
- Vanilla giulianettii (Nova Guiné).
- Vanilla grandiflora (Sul da América Tropical).
- Vanilla grandifolia (do Príncipe ao Zaire).
- Vanilla griffithii (Oeste da Malásia).

## H
- Vanilla hallei (Gabão).
- Vanilla hamata (Peru) .
- Vanilla hartii (América Central).
- Vanilla havilandii (Bornéu).
- Vanilla helleri (América Central).
- Vanilla heterolopha (Gabão).
- Vanilla hostmannii (Suriname).
- Vanilla humblotii (Ilhas Comores) .

## I
- Vanilla imperialis (do Oeste da África Tropical à Tanzânia e Angola).
- Vanilla inodora (do México à América Central).
- Vanilla insignis (Honduras).

## K
- Vanilla kaniensis (Nova Guiné).
- Vanilla kempteriana (Nova Guiné).
- Vanilla kinabaluensis (da Malásia ao Bornéu).

## L
- Vanilla latisegmenta (Guiana).
- Vanilla leprieurii (Guiana Francesa).
- Vanilla lindmaniana (Brasil - Mato Grosso).

## M
- Vanilla madagascariensis (Norte e Noroeste de Madagascar).
- Vanilla marowynensis (Suriname).
- Vanilla methonica (Colômbia).
- Vanilla mexicana (Sul da Flórida, Mexico à América Tropical).
- Vanilla moonii (Sri Lanka).

## N
- Vanilla nigerica (do Sul da Nigéria à Camarões).

## O
- Vanilla ochyrae (Camarões).
- Vanilla odorata (do Sul do México à América Tropical).
- Vanilla organensis (Brasil - Rio de Janeiro).
- Vanilla oroana (Equador).
- Vanilla ovalis (Filipinas).
- Vanilla ovata (Guiana Francesa).

## P
- Vanilla palembanica (Sumatra).
- Vanilla palmarum (Cuba, Sul da América Tropical).
- Vanilla parvifolia (do Sul do Brasil ao Paraguai).
- Vanilla penicillata (Venezuela) .
- Vanilla perexilis (Paraguai).
- Vanilla perrieri (Noroeste de Madagascar).
- Vanilla phaeantha (do Sul da Flórida ao Caribe, mais a América Central).
- Vanilla phalaenopsis (Seychelles).
- Vanilla pierrei (Indo-China).
- Vanilla pilifera (de Assam ao Bornéu).
- Vanilla planifolia Jacks. ex Andrews 1808 (do Sul da Flórida ao Caribe, do México ao Paraguai).
- Vanilla platyphylla (Indonesia - Sulawesi).
- Vanilla poitaei (Caribe).
- Vanilla polylepis (do Quênia ao Sul da África Tropical).
- Vanilla porteresiana (Guiana Francesa).
- Vanilla purusara (Brasil).

## R
- Vanilla ramosa (de Gana à Tanzânia).
- Vanilla ribeiroi (Brasil - Mato Grosso).
- Vanilla rojasiana (do Paraguai ao Nordeste da Argentina).
- Vanilla roscheri (da Etiópia ao Nordeste de KwaZulu-Natal).
- Vanilla ruiziana (Peru).

## S
- Vanilla schwackeana (Brasil - Minas Gerais).
- Vanilla seranica (Maluku - Seram).
- Vanilla seretii (Centro-Oeste da África Tropical).
- Vanilla shenzhenica (da China - Guangdong).
- Vanilla siamensis (da China - Sul de Yunnan à Tailândia).
- Vanilla sprucei (Colômbia).
- Vanilla sumatrana (Sumatra).
- Vanilla surinamensis (Suriname).

## T
- Vanilla trigonocarpa (da Costa Rica ao Norte do Brasil.)

## U
- Vanilla uncinata (Norte do Brasil).
- Vanilla utteridgei (Oeste da Nova Guiné).

## W
- Vanilla walkeriae (Sul da Índia, Sri Lanka).
- Vanilla wariensis (Nova Guiné).
- Vanilla weberbaueriana (Peru).
- Vanilla wightii (Sudoeste da Índia).